# Józef Drzewiecki (1923–2012)
Józef Drzewiecki (ur. 23 marca 1923 w Janikowie, zm. 27 grudnia 2012) – polski polityk, poseł na Sejm PRL VI i VII kadencji.

## Życiorys
Uzyskał wykształcenie średnie niepełne, z zawodu kierowca mechanik. Podczas II wojny światowej był więźniem obozu w Sachsenhausen. Po wojnie był kierowcą, a następnie kontrolerem technicznym w Motozbycie. W 1951 został kierowcą w Wojewódzkim Przedsiębiorstwie Państwowej Komunikacji Samochodowej. W latach 1949–1954 należał do Związku Młodzieży Polskiej, a od 1954 do Polskiej Zjednoczonej Partii Robotniczej, w której pełnił funkcje sekretarza podstawowej organizacji partyjnej i członka egzekutywy Komitetu Dzielnicowego Poznań-Wilda. Był ławnikiem Kolegium do spraw Wykroczeń przy Prezydium Dzielnicowej Rady Narodowej. Działał również w Związku Zawodowym Transportowców i Drogowców. Był delegatem na IV i VII Zjazd PZPR. W 1972 i 1976 uzyskiwał mandat posła na Sejm PRL w okręgu Poznań. Przez dwie kadencje zasiadał w Komisji Komunikacji i Łączności, której w trakcie VII kadencji był przewodniczącym.
Pochowany 2 stycznia 2013 na cmentarzu Miłostowo w Poznaniu (pole 40, kwatera 4).

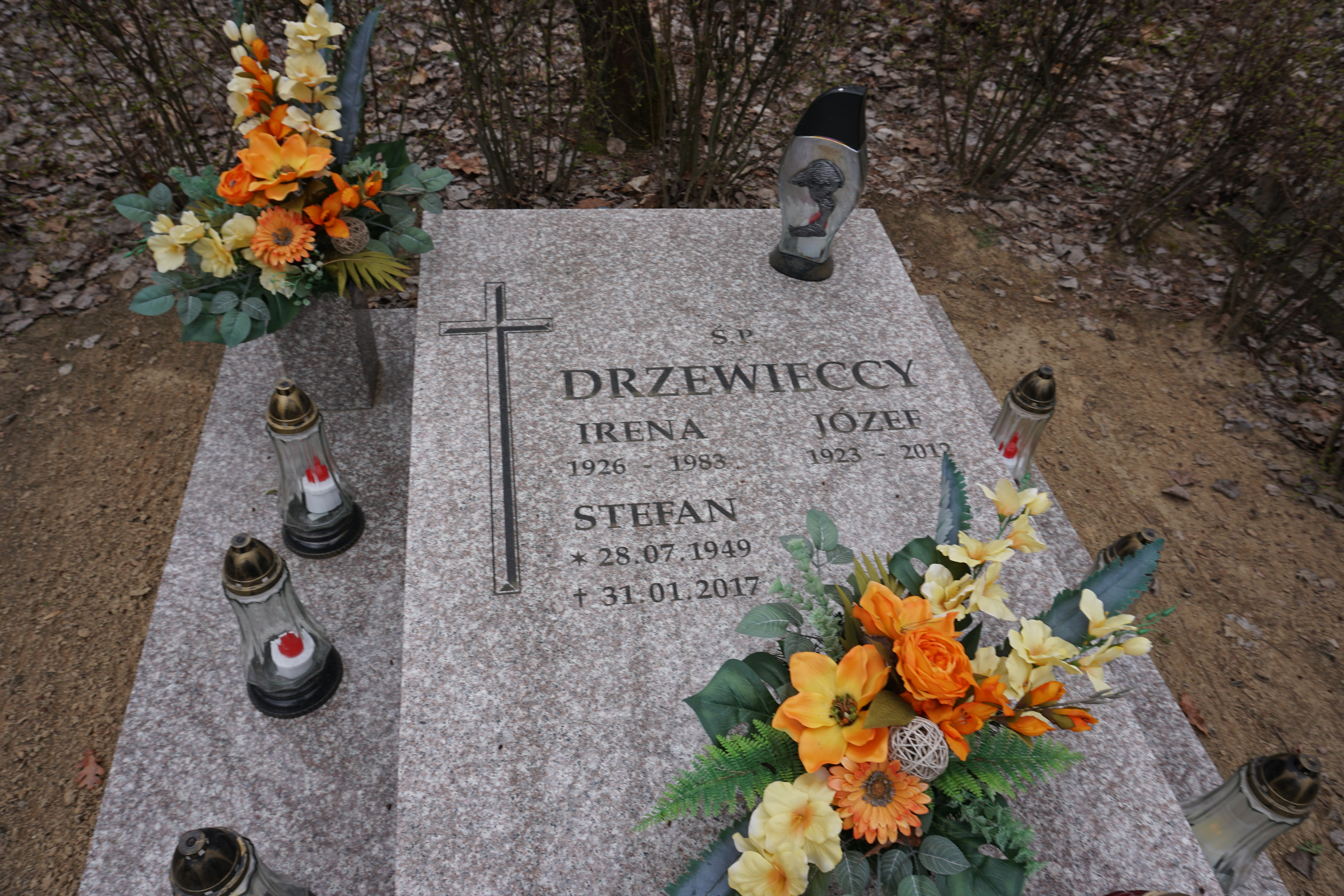
Grób Józefa Drzewieckiego na cmentarzu Miłostowo w Poznaniu

## Ordery i odznaczenia
- Złoty Krzyż Zasługi
- Brązowy Krzyż Zasługi
- Medal 30-lecia Polski Ludowej